# CDC20
Cdc20 (cell division cycle protein 20 homolog) est une protéine essentielle dans la régulation de la division cellulaire et plusieurs autres processus. Elle est l'une des protéines qui régule le cycle cellulaire lors de la promotion de l'anaphase. Cdc20 est encodée par le gêne CDC20 (localisé en 1p34.2 dans le génome humain).

## Structure
Cdc20 est longue d'environ 500 acides aminés. Elle contient plusieurs sites de phosphorylation (au moins 4) près de l'extrémité N-terminal qui lui servent par exemple à interagir avec le complexe APC/C.

## Régulation
Le contrôle de la phase M et l'initiation de l'anaphase nécessite le complexe APC/CCdc20. L'APC/C est activé par une liaison à la Cdc20. Une fois formé et actif, le complexe APC/CCdc20 favorise la dégradation de la cycline M en la marquant avec de l'ubiquitine. La cycline M est finalement dégradée par le protéasome. De plus, APC/CCdc 20 active l'enzyme séparase en dégradant la sécurine. De ce fait, la séparase ainsi libérée et activée peut cliver la cohésine qui retient les deux chromatides sœur ensemble et donc permettre leur séparation lors de l'anaphase. En résumé, le complexe APC/CCdc20 permet la transition de la métaphase à l'anaphase.

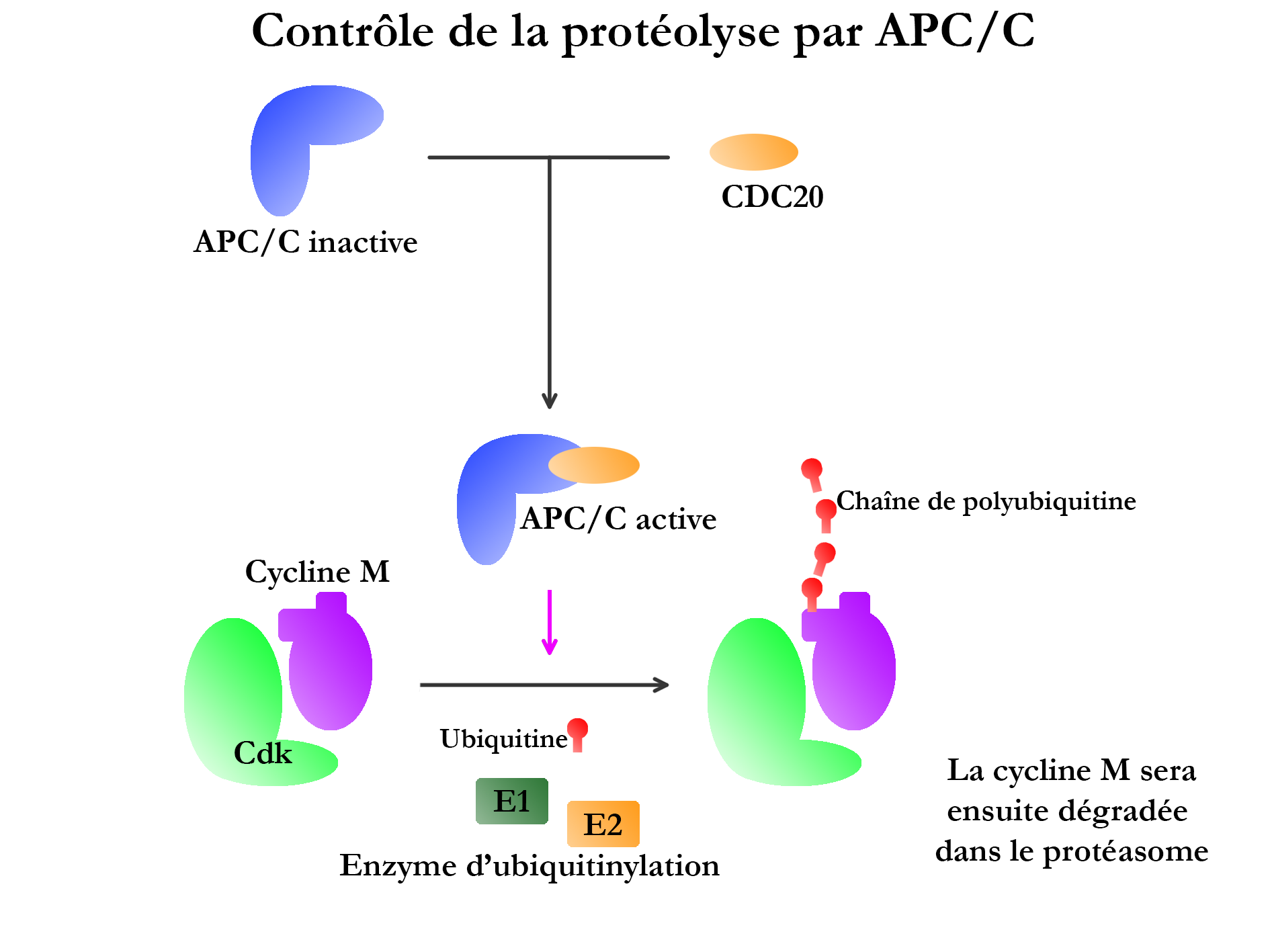
Contrôle de la phase M par l'APC/C.

## Cancer
Un taux élevé de Cdc20 (surexpression du gène) a été observé dans certains cancer comme celui du sein, du poumon, ou encore du pancréas. Ainsi, Cdc20 a été proposée comme biomarqueur pour aider à prédire le pronostic chez une personne atteinte par l'un de ces cancers.